# Nils Hörberg
Nils Axel Hörberg, född 20 augusti 1920 i Sankt Pauli församling i Malmö, död 14 december 2004 i Engelbrekts församling i Stockholm, var en svensk socionom och politiker (folkpartist).
Nils Hörberg, som var son till en folkskollärare och en skolföreståndare, tog socionomexamen 1945 och verkade därefter inom försäkringsbranschen, från 1951 i Försäkrings AB Svea. Han var ledamot av Göteborgs stadsfullmäktige 1968–1970 och var även ordförande för Folkpartiets Göteborgsavdelning 1967–1971.
Hörberg var riksdagsledamot för Göteborgs kommuns valkrets 1971–1979. I riksdagen var han bland annat ledamot i skatteutskottet 1976–1979. Han engagerade sig främst i skattepolitik och pensionsfrågor.